# Thor (gruppo musicale)
I Thor sono un gruppo heavy metal canadese formatosi a Vancouver nel 1976. Il frontman, Jon Mikl Thor, fu anche un culturista professionista.

## Storia del gruppo

### Il primo decennio (1976-1986)
Il gruppo venne fondato dal culturista Jon Mikl Thor, che, quando cominciò ad assumere notorietà, decise di cimentarsi anche in un progetto musicale come cantante. Fu così che nel 1977, coadiuvato da John Shand alla chitarra, Terry McKeown al basso e Bill Wade alla batteria, registrò l’album di debutto intitolato Keep the Dogs Away, pubblicato dalla nota etichetta discografica RCA Records.
Lo stile adottato per questa pubblicazione si rifece all’hard rock a tinte glam dei Kiss e di Alice Cooper. In seguito la band, cambiando formazione, pubblicò gli EP Gladiator nel 1979, Striking Viking l’anno successivo, e Unchained nel 1983. Quest’ultimo vide un passaggio verso sonorità tipiche dell’heavy metal tradizionale.
Il cantante, assieme agli stessi membri dell’ultimo EP, il chitarrista Steve Price, il bassista Keith Zazzi, il batterista Mike Favata, e la corista Pantera (Rusty Hamilton), nel 1985 realizzò Only the Strong. Questo disco venne pubblicato in Europa dalla Roadrunner Records ed è da molti considerato il più significativo dell’intera discografia del gruppo.
In seguito a questa uscita l’interesse verso la band cominciò a diminuire, cosicché, nel 1986, dopo aver pubblicato il video Live in Detroit!, l’album dal vivo Live in London e il disco Recruits - Wild in the Streets (uscito con il nome Jon Mikl Thor, ma inciso con i componenti dei Thor),  il cantante si dedicò alla carriera di attore.

### Il ritorno in scena (1997-presente)
Undici anni dopo uscì la compilation AnTHORlogy - Ride of the Chariots e nel 1998 il gruppo ritornò in attività con il disco Thunderstruck: Tales from the Equinox. Dopodiché la formazione venne totalmente rimaneggiata e tra il 2002 e il 2005 uscirono due album in studio registrati dal cantante insieme a musicisti ogni volta diversi.
Nel 2006 fu la volta di Devastation of Musculation, che vide il ritorno del batterista Mike Favata, e la cui uscita fu seguita da una tournée a cui presero parte anche altri membri storici, come Keith Zazzi e Steve Price. Quest’ultimo partecipò alla registrazione di Into the Noise, uscìto nel 2007, e di Sign of the V, edito due anni dopo. Il 2009 fu molto prolifico per la band, formata, oltre che dal cantante, dal bassista Fang, dal batterista GunThar e dai chitarristi Mike O. e Ani Kyd. Quell’anno uscì infatti anche Steam Clock, disponibile però solo per il download digitale.
Nel 2015, il gruppo dei Thor pubblicò Metal Avenger, che vide la collaborazione di diversi musicisti, tra i quali Eddie Clarke, Scott Carlson, Jay Jay French, Jack Starr e Henry Rollins.

## Formazione

### Formazione attuale
- Jon Mikl Thor – voce
- Ani Kyd – chitarra, voce
- Mike O. – chitarra
- Fang – basso
- GunThar – batteria

### Ex componenti
- Frankie Rongo – batteria
- Mike Kischnick – chitarra, tastiera
- Paul Falcon – basso
- Bruce Duff – basso, chitarra
- Frank Meyer – basso, chitarra, tastiera
- Chris Markwood – batteria
- Steve Price – chitarra
- Keith Zazzi – basso
- Mike Favata – batteria
- Cherry Bomb/Pantera/Rusty Hamilton - voce
- Karl Cochran – chitarra
- John Shand – chitarra, basso 6 corde
- Terry McKeown – basso
- Barry Keane – batteria

## Discografia

### Album in studio
- 1977 – Keep the Dogs Away
- 1985 – Only the Strong
- 1997 – Thunderstruck - Tales From The Equinox
- 2002 – Triumphant
- 2005 – Thor Against the World
- 2006 – Devastation of Musculation
- 2007 – Into the Noise
- 2009 – Steam Clock (download digitale)
- 2009 – Sign of the V
- 2015 – Metal Avenger
- 2017 - Beyond The pain Barrier

### Album dal vivo
- 1985 – Live in Detroit!
- 2009 – Live at CBGB's NYC 2001 (download digitale)
- 2012 – Thor’s Teeth: Sonar 01.08.2010
- 2014 – Live in England 1984 (download digitale)

### Raccolte
- 1997 – AnTHORlogy - Ride of the Chariots
- 2003 – Mutant
- 2005 – Best of Thor (Vol. 1) (download digitale)
- 2005 – Best of Thor (Vol. 2) (download digitale)
- 2005 – Best of Thor (Vol. 3) (download digitale)
- 2012 – Thunderstryke
- 2013 – Aristocrat of Victory (download digitale)
- 2014 – Thunderstryke II
- 2014 – Demos & Lost Treasures (download digitale)
- 2016 – I Am Thor: Original Motion Picture Soundtrack

### EP
- 1979 – Gladiator
- 1980 – Striking Viking
- 1983 – Unchained
- 2013 – Energy

### Split
- 1999 – Keepin' the Dogs Away
- 2000 – Odin Speaks, Search & Destroy / Spaceships In The Sky
- 2003 – Are U Ready
- 2004 – Beastwomen from the Center of the Earth

### Singoli
- 1984 – Let The Blood Run Red
- 1984 – Thunder On The Tundra
- 1985 – Knock 'em Down
- 2001 – Odin Speaks / Search & Destroy

## Videografia
- 1984 – Live In London [VHS]
- 1998 – Rare Footage - Live 1984 In England [VHS]
- 2002 – Live at Kings in Raleigh, NC - Oct. 18th, 2002 [VHS]
- 2005 – An-THOR-Logy 1976-1985 [DVD]